# Самсонов, Николай Никитович
Николай Никитович Самсонов (1926—2014) — советский организатор производства, директор Тульского областного объединения «Сельхозтехника» (1967—1976). Почётный гражданин Тульской области (2009). 

## Биография
Родился 9 сентября 1926 года в деревне Дорогая, Чернского района Тульской области в крестьянской семье.
С 1941 года в период Великой Отечественной войны начал свою трудовую деятельность трактористом в местной машино-тракторной станции колхоза Чернского района Тульской области. С 1943 года, в возрасте семнадцати лет Н. Н. Самсонов был призван в ряды Рабоче-Крестьянской Красной армии и добровольцем отправился в действующую армию, на фронт, участник Великой Отечественной войны в составе 1045-го стрелкового полка 284-й стрелковой дивизии — ефрейтор, наводчик роты противотанковых ружей. Воевал на Забайкальском фронте, участник боевых действий под Мценском, неоднократно получал ранение в боях. С 1945 года в составе Тихоокеанского флота, Н. Н. Самсонов был участником Советско-японской войны. За участие в войнах был награждён орденом Отечественной войны 1-й степени и Медалью «За отвагу». 
В 1950 году был демобилизован из рядов Советской армии. С 1950 по 1965 годы Н. Н. Самсонов занимался комсомольской и партийной деятельностью в Ясногорском, Чернском и Венёвском районах города Тулы. В 1961 году окончил заочное отделение Высшей партийной школы при ЦК КПСС в Москве. С 1967 по 1976 годы  Н. Н. Самсонов был руководителем Тульского областного объединения «Сельхозтехника», под его руководством и при непосредственном участии производились разработки усовершенствованной системы технического обслуживания машин и оборудования, была создана сеть станций технического обслуживания, проводилась минимизация расходов сельскохозяйственных товаропроизводителей на обеспечение запасными частями и проводилась система максимальной доступности ремонта сельскохозяйственной техники. 
С 1976 по 1986 годы, в течение десяти лет Н. Н. Самсонов был — заместителем председателя Тульского областного исполнительного комитета Совета народных депутатов. С 1986 по 1990 годы — руководитель Государственной инспекции по охоте при Тульском областном исполнительном комитете Совета народных депутатов.
С 1990 по 2002 годы работал специалистом в охотоуправлении Тульского областного исполнительного комитета. С 2002 по 2006 годы — заместитель генерального директора по общим вопросам, с 2006 по 2014 годы — помощник генерального директора объединения «Туласельхозтехника».
4 мая 2009 года «за выдающиеся заслуги перед Российской Федерацией и Тульской областью, высокий личный авторитет, многолетний добросовестный труд, большой личный вклад в социально-экономическое развитие Тульской области» Н. Н. Самсонову было присвоено почётное звание — Почётный гражданин Тульской области.
Скончался 12 декабря 2014 года в городе Тула.

## Награды

### Ордена, медали
- Ордена Отечественной война I степени
- Два Ордена Трудового Красного Знамени
- Орден Знак Почёта
- Медаль «За отвагу» (31.08.1945)
- Медаль «За победу над Германией в Великой Отечественной войне 1941—1945 гг.» (09.05.1945)

### Звания
- Почётный гражданин Тульской области (4.05.2009 г. № 25-пг)